# Női kalapácsvetés a 2015. évi nyári európai ifjúsági olimpiai fesztiválon
A 2015. évi nyári európai ifjúsági olimpiai fesztiválon az atlétikai versenyszámokat Tbilisziben rendezték. A női kalapácsvetés döntőjét július 30.-án rendezték.

## Rekordok
A versenyt megelőzően a következő rekordok voltak érvényben:
| Ifjúsági világrekord | Gyurátz Réka (Magyarország)   | 76.04 m |
| EYOF rekord          | Bácskay Zsófia (Magyarország) | 68.16 m |

## Döntő
| H     | Név                  | Nemzet           | 1     | 2     | 3     | 4     | 5     | 6     | E     | Mj |
| ----- | -------------------- | ---------------- | ----- | ----- | ----- | ----- | ----- | ----- | ----- | -- |
| Arany | Tatsiana Ramanouvich | Fehéroroszország | 62.49 | 65.44 | 65.95 | x     | x     | x     | 65.95 | SB |
| Ezüst | Kiira Väänänen       | Finnország       | 62.32 | 64.24 | x     | x     | x     | 61.91 | 64.24 |    |
| Bronz | Dunya Ezgi Sayan     | Törökország      | 58.30 | x     | x     | x     | 58.55 | 61.61 | 61.61 |    |
| 4     | Nino Tsikvadze       | Grúzia           | 54.68 | 57.29 | 57.81 | 56.37 | x     | 59.43 | 59.43 |    |
| 5     | Angelika Wożniak     | Lengyelország    | 59.05 | 56.73 | 57.72 | 56.66 | 55.07 | 58.17 | 59.05 |    |
| 6     | Gema Marti Higuero   | Spanyolország    | 57.63 | 55.80 | 57.11 | x     | 53.32 | 53.21 | 57.63 | PB |
| 7     | Lauren O'Keeffe      | Írország         | x     | 54.84 | 57.35 | 56.06 | 56.75 | x     | 57.35 | PB |
| 8     | Iliana Evangelou     | Ciprus           | 56.76 | x     | x     | 51.11 | x     | x     | 56.76 |    |
| 9     | Németh Zsanett       | Magyarország     | x     | 51.44 | 55.52 |       |       |       | 55.52 |    |
| 10    | Yevgeniya Fenko      | Oroszország      | 54.70 | 54.79 | 54.61 |       |       |       | 54.79 |    |
| 11    | Isabella Martinis    | Olaszország      | 50.65 | 53.38 | 54.20 |       |       |       | 54.20 |    |
| 12    | Doriane Hazart       | Franciaország    | 51.91 | x     | 53.79 |       |       |       | 53.79 |    |
| 13    | Kateřina Skypalová   | Csehország       | 52.81 | x     | x     |       |       |       | 52.81 |    |
| 14    | Magdalena Dekic      | Horvátország     | 45.23 | x     | 47.69 |       |       |       | 47.69 | PB |
| 15    | Alina Andritchi      | Moldova          | 43.99 | 44.02 | 45.43 |       |       |       | 45.43 |    |
| -     | Wege Vanbaelenberghe | Belgium          | x     | x     | x     |       |       |       | -     | NM |